# Rudolf Pohl

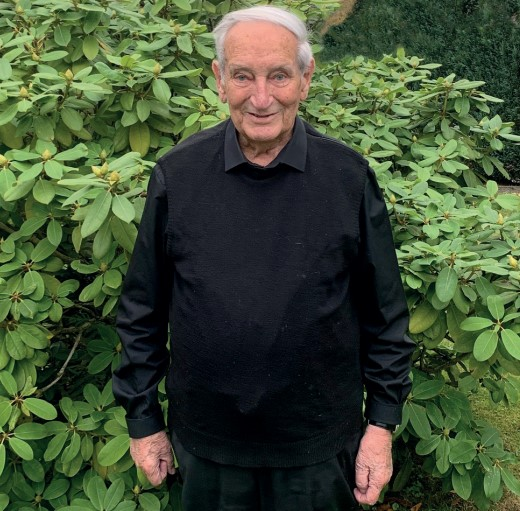
Rudolf Pohl (2021)

Rudolf Pohl (* 5. November 1924 in Aachen; † 1. Dezember 2021 in Kelmis) war ein deutscher Prälat und Kirchenmusiker. Er wirkte unter anderem als Domkapellmeister und Domchordirektor in Aachen.

## Leben und Wirken
Nach seinem Abitur am Kaiser-Karls-Gymnasium in Aachen 1943, seinem anschließenden Kriegsdienst (Ausbildung zum Flugzeugführer zusammen mit dem späteren Professor für Pädagogik in Hagen Friedrich Wilhelm Kröger) und seiner Entlassung aus amerikanischer Kriegsgefangenschaft im französischen Cherbourg studierte Pohl Theologie mit Philosophie an den Universitäten von Paderborn, Frankfurt am Main und Bonn sowie am Priesterseminar Aachen.
Am 2. Juli 1951 erhielt er die Priesterweihe und wurde anschließend als Kaplan in Krefeld übernommen. Im Jahr 1954 folgte Pohl einem Ruf des amtierenden Domkapellmeisters Theodor Bernhard Rehmann nach Aachen; dieser war bereits in früheren Jahren auf ihn aufmerksam geworden, als Pohl zwischen 1933 und 1942 Domsingknabe in Aachen war. Von ihm erhielt er den Auftrag zum Wiederaufbau des Knabenchores und der Aachener Domsingschule. Es ist Pohls Verdienst, dass dieser traditionsreiche Chor, dessen Geschichte auf die Choralschola Karls des Großen zurückgeht, nach den Kriegsjahren wieder deutlich an Bedeutung gewinnen konnte. Ebenso ist ihm zu verdanken, dass die angeschlossene Domsingschule im Jahr 1960 in der Trägerschaft des Domkapitels zunächst als Schulversuch mit zwei Eingangsklassen offiziell neu gegründet und von 1969 bis 1971 zur einzügigen eigenständigen Grundschule ausgebaut sowie anschließend als private katholische Grundersatzschule für Jungen geführt werden konnte.
Von 1954 bis 1959 absolviert er ein Studium der Musikwissenschaft an der Universität Bonn. 1959 wurde er von der Friedrich-Wilhelm-Universität in Bonn zum Dr. phil. promoviert. Sein Rigorosum erfolgte bei Josef Ratzinger, damals Professor für Fundamentaltheologie. Die Dissertation war eine musikwissenschaftliche Arbeit über die Chorwerke des ebenfalls in Aachen tätig gewesenen Stiftskapellmeisters Johannes Mangon (1525–1578), mit welchen er sich von da an immer wieder in der Praxis auseinandersetzte, sie neu auflegte, bearbeitete, kommentierte und zur Aufführung brachte.  Pohl gehörte 1957 zusammen mit Theodor Bernhard Rehmann, Wolfgang Sawallisch, Wilhelm Pitz und anderen zur Festspielleitung des 111. Niederrheinischen Musikfestes in Aachen. 
1960 bis 1961 folgte ein Studium an der Pädagogischen Akademie in Aachen, welches er mit der 1. Lehrerprüfung abschloss.
Bereits 1954 hatte die Leitung der Aachener Domsingknaben übernommen. Nach dem plötzlichen Tod Rehmanns im Jahr 1963 übertrug ihm der amtierende Aachener Bischof Johannes Pohlschneider die Gesamtleitung des Aachener Domchores und ernannte ihn zum Domkapellmeister. Ab 1984 war er Domchordirektor. In der Folgezeit baute Pohl den Domchor zur klassischen liturgischen Besetzung einschließlich der Knabenoberstimmen aus der angeschlossenen Domsingschule auf und führte diesen zu beachtenswerter nationaler und internationaler Anerkennung. Neben den üblichen Einsätzen im Rahmen der liturgischen Veranstaltungen am Aachener Dom folgten zahlreiche Konzertreisen in die wichtigsten Städte Deutschlands sowie in die Beneluxstaaten, nach Irland, Frankreich, Italien, Polen, in die damalige Tschechoslowakei, in die Schweiz, nach Österreich, England, Spanien und Israel. Hierbei brachte Rudolf Pohl ein anspruchsvolles Programm mit den großen kirchenmusikalischen Werken, Messen, Oratorien und Passionen zur Aufführung. Unter Pohls Leitung sang der Domchor in Yad Vashem, der Holocaust-Gedenkstätte, als erster deutscher Chor. Darüber hinaus gehörten zahlreiche Schallplattenaufnahmen, Rundfunk- und Fernsehübertragungen von Konzerten und Gottesdiensten zu seinen Höhepunkten mit dem Aachener Domchor.

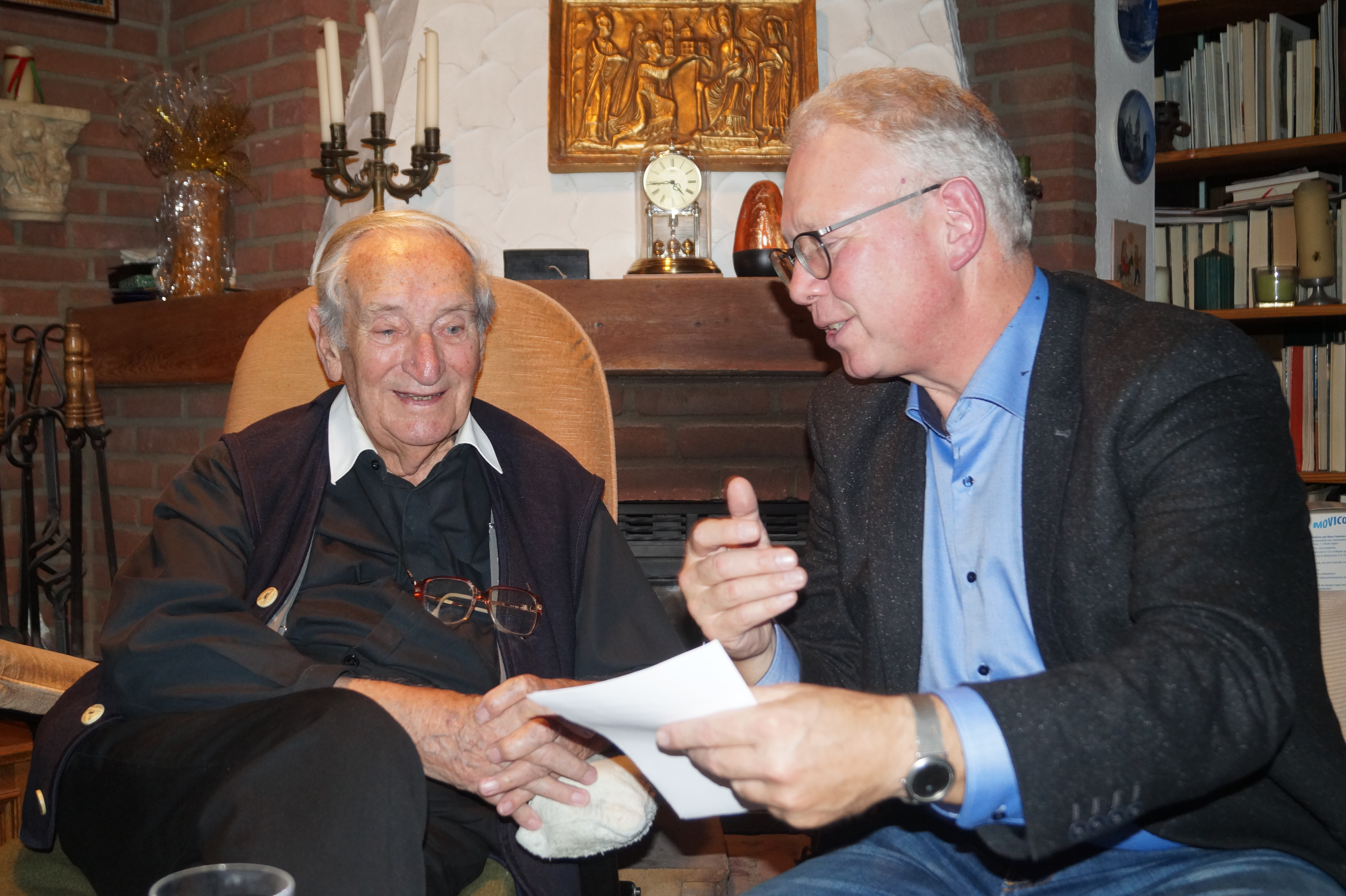
Rudolf Pohl (links) mit Berthold Botzet (2019)

Im Jahr 1985 wurde Rudolf Pohl auf dem 8. Internationalen Kongress für Kirchenmusik in Rom in Anerkennung seiner Verdienste um die Verwirklichung der einschlägigen Forderungen des II. Vatikanischen Konzils und der Bewahrung des Thesaurus Musicae Sacrae als Nachfolger des Prälaten Johannes Overath zum Präsidenten der Consociatio Internationalis Musicae Sacrae (CIMS) gewählt, des einzigen vom Apostolischen Stuhl errichteten kirchenmusikalischen Fachverbandes. Dieses Ehrenamt bekleidete er über viele Jahre hinweg. Ein Jahr später, 1986, legte er sein Amt als Domkapellmeister nieder und wurde durch den Kirchenmusiker Hans-Josef Roth, Dozent für Chorleitung, Gregorianik und Orgelspiel an der Kirchenmusikschule St. Gregorius-Haus (der späteren Katholischen Hochschule für Kirchenmusik St. Gregorius) abgelöst. Bereits 1977 hatte Bischof Klaus Hemmerle Rudolf Pohl zum Ehrendomherrn am Hohen Dom zu Aachen ernannt.
Auf seine Initiative hin wurde die Rudolf-Pohl-Stiftung gegründet, mit deren Stiftungskapital die Ausbildung der aktiven Domsingknaben an künstlerisch wertvollen Instrumenten aus dem klassischen Bereich durch leistungsbezogene Beihilfen unterstützt und gefördert werden soll.
Am 12. Januar 2002 wurde Rudolf Pohl in Aachen für sein Lebenswerk durch den Oberbürgermeister Jürgen Linden mit dem Bundesverdienstkreuz 1. Klasse geehrt.
Am 30. Juli 2010 erschien sein Buch Enchiridion Musicae Sacrae („Handbuch der Kirchenmusik“). Es handelt von der Kirchenmusik in den Zeugnissen des Glaubens und der Kirche. Aus Anlass der Generalaudienz am 13. Oktober 2010 überreichte Pohl sein Buch Papst Benedikt XVI.

## Werke (Auswahl)
- Johannes Mangon: Chorbuch I. Die Messen. Kommentiert, übertragen und für die moderne Chorpraxis eingerichtet von Rudolf Pohl. Einhard, Aachen 2000.
- Johannes Mangon: Chorbuch II. Die Motetten. Kommentiert, übertragen und für die moderne Chorpraxis eingerichtet von Rudolf Pohl. P. J. Tonger Musikverlag, Köln-Rodenkirchen 1998.
- Johannes Mangon: Chorbuch III. Antiphonen, Cantica, Hymnen und Varia. Kommentiert, übertragen und für die moderne Chorpraxis eingerichtet von Rudolf Pohl. Einhard, Aachen 2000.
- Musik im Aachener Dom. 1200 Jahre Chorschule am Hofe Karls des Großen. Arend und Ortmanns, Aachen 1981.
- Enchiridion Musicae Sacrae. Musica sacra in den Zeugnissen des Glaubens und der Kirche. Einhard, Aachen 2010.

## Auszeichnungen (Auswahl)
- 1969 Ehrenmitglied der Associazione per l’amicizia Italo-Germanica, Rom
- 1974 Croix du Combattant de l’Europe, Paris
- 1974 Ehrenmitglied des Bundes ehem. deutscher Fallschirmjäger e. V.
- 1975 Goldene Ehrennadel des Volksbundes Deutsche Kriegsgräberfürsorge e. V.
- 1985 Ernennung zum Monsignore
- 2002 Bundesverdienstkreuz 1. Klasse, Aachen[3]